# 拉什 (阿拉巴馬州)
拉什（英語：Rash）是一個位於美國阿拉巴馬州傑克遜縣的非建制地區。該地的面積和人口皆未知。

## 地理
拉什的座標為34°52′26″N 85°53′42″W / 34.87388°N 85.89500°W，而該地的平均海拔高度為196米（即643英尺）。